# Martín Gómez
Martín Antonio Gómez Rodríguez (ur. 14 maja 1989 w Chiriquí) – panamski piłkarz występujący na pozycji obrońcy. Wychowanek Atlético Chiriquí. Znalazł się w kadrze na Copa América 2016 w miejsce kontuzjowanego Ismaela Díaza.